# Alpha Centauri
Alpha Centauri [ˈalfa t͡sɛnˈtaʊ̯ʀi] (α Centauri, abgekürzt α Cen, aber auch Rigil Kentaurus, Rigilkent, Toliman oder Bungula genannt) ist ein etwa 4,34 Lichtjahre entferntes Doppelsternsystem im Sternbild des Zentauren am Südhimmel. Es bildet zusammen mit dem ihn umkreisenden, 0,21 Lj von Alpha Centauri entfernten sonnennächsten Roten Zwerg Proxima Centauri (etwa 4,2465 Lj Abstand zur Sonne) ein hierarchisches Dreifachsternsystem. Alpha Centauri besteht aus dem helleren gelben Stern Alpha Centauri A und dem orangefarbenen Alpha Centauri B in derzeit 6″ Abstand. Zusammen mit der Sonne befindet es sich in der sogenannten Lokalen Flocke. Nur 4,4° westlich steht mit Beta Centauri ein weiterer Stern 1. Größe.
Als teleskopischer (nur im Fernrohr trennbarer) Doppelstern ist Alpha Centauri mit einer scheinbaren Gesamthelligkeit von −0,27 mag das hellste Objekt im Sternbild und der dritthellste Stern am Nachthimmel. Der hellere Alpha Centauri A alleine hat eine scheinbare Helligkeit von −0,01 mag und ist damit der vierthellste Stern am Himmel.

## Lage am Sternenhimmel
Alpha Centauri und der 4,4° entfernte Beta Centauri sowie die drei hellsten Sterne aus dem Sternbild Kreuz des Südens, das westlich des Zentauren liegt, bilden zusammen die deutlichste Häufung von Sternen der 1. Größe innerhalb einer Handspanne am gesamten Sternenhimmel.
Die Linie durch Alpha und Beta Centauri zeigt auf das Sternbild Kreuz des Südens. Die „Zeiger“ wurden so genannt, um auf einfache Weise zwischen dem Kreuz des Südens und dem oft damit verwechselten östlichen Asterismus (Sternansammlung, die fälschlicherweise für ein Sternbild gehalten wird), dem „Falschen Kreuz“ (dem Sternbild Segel des Schiffs oder Vela), unterscheiden zu können. Das „Falsche Kreuz“ umfasst die mit freiem Auge sichtbaren Sterne ε Car, Aspidiske, κ Vel und δ Vel.
Alpha und Beta Centauri liegen zu weit südlich, als dass man sie von den mittleren nördlichen Breitengraden (z. B. Europa) sehen könnte. Ab 33° südlicher Breite sind die beiden Sterne zirkumpolar und bleiben damit immer über dem Horizont.

## Alpha Centauri als Doppelsternsystem

Größe und Farbe der Sonne, verglichen mit den Sternen Alpha Centauri A, Alpha Centauri B und Proxima Centauri

Scheinbare und tatsächliche Bahn von Alpha Centauri. Es wird die Bewegung der Komponente B relativ zur Komponente A gezeigt. Dabei beschreibt die schmale
Ellipse die scheinbare Umlaufbahn, wie sie von einem Beobachter auf der Erde gesehen wird. Der senkrechte Blick auf die Umlaufbahn (große Ellipse) macht die tatsächliche Position deutlich.

Der Doppelstern hat eine absolute Helligkeit von 4,1 mag. Mit bloßem Auge sind die beiden Komponenten A und B von der Erde aus nicht zu trennen. Erst in einem Fernrohr mit 5 cm Öffnung sind die einzelnen Sterne erkennbar.
Einmal in 79,9 Jahren umrunden sich die beiden Sterne auf stark elliptischen Bahnen mit einer Exzentrizität von 0,519, wobei der Abstand zwischen 11,5 und 36,3 AE liegt. Die große Halbachse beträgt rund 23,9 AE. Im Mai 1995 war die größte Distanz (Apastron) erreicht. Zur größten Annäherung (Periastron) kommt es im Mai 2035.
Aus den Werten der Halbachsen und der Umlaufdauer lässt sich die Gesamtmasse des Doppelsternsystems auf 2,08 Sonnenmassen berechnen.
Der Winkelabstand und der Positionswinkel verändern sich wegen der relativ kurzen Umlaufdauer innerhalb weniger Jahre merklich (siehe Tabelle). Während eines Umlaufs variiert der scheinbare Abstand zwischen etwa 2″ und 22″.
| Jahr | Winkelabstand | Positionswinkel |
| ---- | ------------- | --------------- |
| 1990 | 19,7″         | 215°            |
| 1995 | 17,3″         | 218°            |
| 2000 | 14,1″         | 222°            |
| 2005 | 10,5″         | 230°            |
| 2010 | 6,8″          | 245°            |

Die meisten der aktuell ermittelten Distanzen der drei Sterne, die in der Literatur erwähnt werden, beruhen auf den Werten der Parallaxen des Hipparcos-Sternenkatalogs (HIP) von 1997.

## Physikalische Eigenschaften
Alpha Centauri A und B sind als gemeinsam entstandenes Sternenpaar etwa 6,5 ± 0,3 Milliarden Jahre alt. Beide sind gewöhnliche Hauptreihensterne und befinden sich somit in einer stabilen Phase des Wasserstoffbrennens (Fusion von Wasserstoff zu Helium). Da Alpha Centauri A massereicher ist als Alpha Centauri B, verbleibt er kürzer in der Hauptreihe, bevor er sich zu einem roten Riesen entwickelt. Damit hat Alpha Centauri A im Gegensatz zum kleineren und damit langlebigeren Alpha Centauri B schon mehr als die Hälfte seines Lebens hinter sich. Proxima Centauri dagegen ist nur rund 4,85 Milliarden Jahre alt.
Über Alpha Centauri A und B, die zusammen oft auch α Cen AB genannt werden, liegen detaillierte Beobachtungen der Oberflächenschwingungen vor, aus denen die Asteroseismologie Rückschlüsse auf die innere Struktur der Sterne ziehen kann. Kombiniert man dies mit den traditionellen Beobachtungsmethoden, so erhält man präzisere Werte über die Eigenschaften der Sterne, als mit den einzelnen Methoden möglich wäre.
| Name         | Wasserstoff | Helium | schwere Elemente |
| ------------ | ----------- | ------ | ---------------- |
| α Centauri A | 71,5        | 25,8   | 2,74             |
| α Centauri B | 69,4        | 27,7   | 2,89             |
| Sonne        | 73,3        | 24,5   | 1,81             |

### Alpha Centauri A
Alpha Centauri A ist wie die Sonne ein Gelber Zwerg vom Spektraltyp G2 V. Damit gehört er wie die Sonne zu den heißeren G-Sternen (innerhalb der Spektralklasse G reicht die numerische Bezeichnung von 0 (heißester) bis 9 (kühlster) Stern). Die Leuchtkraftklasse V gibt an, dass er zu den Hauptreihensternen gehört. Er ist mit einer scheinbaren Helligkeit von 0,00 mag (Magnitude) nach Sirius (−1,46 mag), Canopus (−0,72 mag) und Arktur (−0,05 mag) vor Wega (0,03 mag) der vierthellste Stern am Nachthimmel.
Da Alpha Centauri A vom gleichen Spektraltyp ist und ähnliche Dimensionen wie die Sonne hat, gilt er als der erdnächste „Sonnenzwilling“ (was aber nicht bedeutet, dass sie zusammen entstanden sind). Seine Oberflächentemperatur beträgt etwa 5800 K. Mit dem 1,22-fachen Sonnendurchmesser ist er größer als Alpha Centauri B. Er besitzt 1,1 Sonnenmassen und gibt 1,52-mal so viel Strahlungsleistung ab wie die Sonne. Die chemische Zusammensetzung ist jener der Sonne sehr ähnlich. Der Anteil an schweren Elementen (Elemente mit einer Ordnungszahl größer als Helium werden in der Astrophysik als Metalle bezeichnet) ist jedoch um knapp 70 % höher (die Metallizität beträgt [Fe/H]A = 0,22 ± 0,05). Seine habitable Zone liegt zwischen 1,2 und 1,3 astronomischen Einheiten (AE).

### Alpha Centauri B
Alpha Centauri B gehört dem Spektraltyp K1 mit der Leuchtkraftklasse V an. Er weist gegenüber dem helleren Stern Alpha Centauri A nur eine Helligkeit von 1,33 mag auf und ist damit die Nummer 21 in der Liste der hellsten Sterne am Himmel. Er besitzt 0,93 Sonnenmassen und hat einen 0,86-fachen Sonnendurchmesser. Auch er ist ähnlich wie die Sonne zusammengesetzt. Der Anteil an schweren Elementen liegt allerdings um gut 70 % höher (die Metallizität beträgt [Fe/H]B = 0,24 ± 0,05). Es wurde eine Rotationsdauer von 41 Tagen festgestellt. Zum Vergleich: Die Sonne rotiert in etwa 25 Tagen einmal um die eigene Achse.
Mit einer Oberflächentemperatur von etwa 5300 K ist er nur wenig kühler als die Sonne. Er erreicht wegen der geringeren Temperatur und der kleineren Oberfläche jedoch nur 50 % der Sonnenstrahlungsleistung. Somit beträgt die Helligkeit des orange-gelb strahlenden K1-V-Sterns Alpha Centauri B nur ein Drittel des größeren Sterns Alpha Centauri A. Die habitable Zone liegt in einem Abstand von 0,73 bis 0,74 AE.
Obwohl er weniger hell als Alpha Centauri A ist, strahlt Alpha Centauri B im Röntgenbereich des Spektrums mehr Energie ab. Die Lichtkurve von B variiert in kurzen Zeitabständen und es wurde zumindest ein Flare beobachtet.
| Name         | Durchmesser [Mio. km] | Radius [RSonne] | Masse [MSonne] | Leuchtkraft [LSonne] | Spektralklasse |
| ------------ | --------------------- | --------------- | -------------- | -------------------- | -------------- |
| α Centauri A | 1,70                  | 1,22            | 1,1            | 1,52                 | G2 V           |
| α Centauri B | 1,20                  | 0,86            | 0,93           | 0,50                 | K1 V           |
| Sonne        | 1,39                  | 1               | 1              | 1                    | G2 V           |

## Zugehörigkeit von Proxima Centauri zum Sternsystem

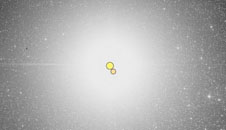
Die tatsächlichen Positionen von α Cen A und B (Aufnahme des 1,5-Meter-Teleskops CTIO der ESO in Chile). Proxima Centauri läge um 1 Bildbreite außerhalb (rechts unten).

Der Abstand von Proxima Centauri zum Doppelsternsystem Alpha Centauri A und B beträgt etwa 13.000 AE oder 0,21 Lichtjahre. Das entspricht etwa der 1000-fachen Distanz zwischen α Cen A und B selbst, oder der 500-fachen Distanz Neptuns zur Sonne. Der Winkelabstand von Proxima Centauri zu Alpha Centauri A und B am Himmel beträgt etwa 2,2 Grad (vier Vollmondbreiten).
Die Zugehörigkeit von Proxima Centauri zu Alpha Centauri gilt seit November 2016 als gegeben. Basis ist die Untersuchung einer Forschergruppe um Pierre Kervella und Frederic Thévenin. Demnach ist Proxima Centauri gravitativ an das Sternenpaar gebunden und umläuft es in etwa 600.000 Jahren mit einer Bahnexzentrizität von etwa 0,5 und einer großen Halbachse von 8.700 AE (kürzeste Entfernung etwa 4.300 AE, längste etwa 13.000 AE, d. h., Proxima Centauri befindet sich derzeit nahe seinem Apoastron). Proxima Centauri kann somit auch als Alpha Centauri C bezeichnet werden.
Auf diese Zugehörigkeit wiesen bereits ältere hochpräzise astrometrische Messungen wie die des Hipparcos-Satelliten hin (die Angaben zur Umlaufzeit schwankten seinerzeit zwischen einigen 100.000 Jahren bis zu einigen Jahrmillionen). Ältere Untersuchungen aus dem Jahr 1994 ließen noch die Möglichkeit offen, dass Proxima Centauri zusammen mit dem inneren Doppelsternsystem und neun weiteren Sternsystemen einen Bewegungshaufen bildet. Demzufolge würde Proxima Centauri nicht in einer stabilen Bewegung das Paar Alpha Centauri umrunden, sondern seine Bahn wäre durch das Doppelsternsystem hyperbolisch gestört, sodass Proxima Centauri nie einen vollen Umlauf um Alpha Centauri A und B vollführen würde. Ähnlich weichen auch gemäß einer 2006 veröffentlichten Arbeit einige Radialgeschwindigkeitsmessungen, z. B. im Gliese-Katalog, von den für ein gravitativ gebundenes System erwarteten Werten ab, sodass nicht auszuschließen sei, dass es sich nur um eine zufällige Sternbegegnung handele. Diese Vermutung wurde durch Simulationsrechnungen weder bestätigt noch widerlegt, die ausgehend von der berechneten Bindungsenergie des Systems in 44 % der untersuchten Möglichkeiten ein gebundenes System ergaben.

## Bewegung

Die Entfernungen der sonnennächsten Sterne in einem Zeitraum von 20.000 Jahren in der Vergangenheit bis 80.000 Jahre in die Zukunft.

Scheinbare Bewegung von Alpha Centauri gegenüber Beta Centauri (Agena). Im Jahr 6048 n. Chr. wird die größte Annäherung an β Cen erreicht sein. Das Kreuz des Südens ist rechts sichtbar.

Das Alpha-Centauri-System bewegt sich schräg auf das Sonnensystem zu und verringert die Distanz mit einer Radialgeschwindigkeit von rund 22 km/s. Proxima Centauri nähert sich hingegen nur mit 16 km/s der Sonne.
In tausend Jahren bewegt sich Alpha Centauri um etwa ein Grad (zwei Vollmondbreiten) am Himmel weiter. In 4000 Jahren wird er sich optisch so weit an Beta Centauri angenähert haben, dass sie einen scheinbaren Doppelstern bilden. In Wirklichkeit ist aber Beta mit 520 Lj rund 120-mal weiter von der Sonne entfernt als Alpha Centauri, und seine Eigenbewegung beträgt nur etwa 1 % jener von Alpha.
In etwa 28.000 Jahren wird das Alpha-Centauri-System mit einer Entfernung von 3 Lj zum Sonnensystem seine größte Annäherung erreichen und danach den Abstand wieder vergrößern. Es wird an der Grenze der Sternbilder Wasserschlange (Hydra) und Segel des Schiffs stehen und bis −1,28 mag hell werden – nur wenig schwächer als Sirius.
In ferner Zukunft wird das Gestirn langsam unter den Sternen der Milchstraße verschwinden. Dann wird der ehemals so dominante Stern im unscheinbaren Sternbild Teleskop unter die freiäugige Sichtbarkeit fallen. Diese ungewöhnliche Position wird durch Alpha Centauris eigene unabhängige galaktische Bewegung erklärt, die eine hohe Neigung in Bezug auf die Milchstraße aufweist.

## Planetensystem
Während um Proxima Centauri bereits Planeten mittels der Radialgeschwindigkeitsmethode nachgewiesen werden konnten, steht bisher (Jahr 2021) ein Nachweis von Exoplaneten um Alpha Centauri A und auch B aus.

### Möglichkeit der Planetenbildung um Alpha Centauri A/B
Aktuelle Computermodelle zur Planetenformation errechneten, dass sich terrestrische Planeten nahe an Alpha Centauri A wie auch an Alpha Centauri B bilden könnten. Diese Ergebnisse werden durch die Entdeckung von Planeten in einem Doppelsternsystem wie Gamma Cephei, die hohe Metallizität des Alpha-Centauri-Systems und die Existenz zahlreicher Satelliten um Jupiter und Saturn gestützt.
Gemäß einer im Dezember 2017 erschienenen Arbeit können den bisherigen Messungen Planeten bis zu 53 Erdmassen entgangen sein, die Alpha Centauri A in seiner habitablen Zone umrunden, bzw. solche bis zu 8,4 Erdmassen für Alpha Centauri B.
Sicher auszuschließen sind jedoch Gasriesen wie Jupiter und Saturn, die sich wegen der gravitativen Störungen in einem Doppelsternsystem nicht bilden können. Daher ist es nicht verwunderlich, dass bis heute keine Auffälligkeiten in der Radialgeschwindigkeit gefunden wurden, die auf solche hindeuten. Weil Gasriesen somit fehlen, gehen einige Astronomen davon aus, dass ein eventuell vorhandener terrestrischer Planet im Alpha-Centauri-System trocken sein könnte. Dies beruht auf der Annahme, dass Gasriesen wie Jupiter und Saturn entscheidend dafür sind, dass Kometen in das Innere eines Sternsystems gelenkt werden und durch Einschläge Wasser auf die Planeten bringen. Es kann sein, dass dieser Effekt trotz des Fehlens der Gasplaneten eintritt, vorausgesetzt, Alpha Centauri A würde die Rolle des Jupiters für Alpha Centauri B übernehmen oder umgekehrt. Es ist ebenfalls vorstellbar, dass Proxima Centauri im Periastron eine Menge Kometen aus der Oortschen Wolke des Systems ablenken und somit mögliche terrestrische Planeten um die Sterne A und B mit Wasser versorgen könnte. Da noch keine Oortsche Wolke nachgewiesen wurde, besteht auch die Möglichkeit, dass sie während der Formation des Systems völlig zerstört wurde.
Bis zu welcher Distanz stabile Umlaufbahnen für Planeten in einem Doppelsternsystem möglich sind, ist noch nicht ganz geklärt. Für Alpha Centauri A schwanken die Einschätzungen von 1,2 AE bis zur halben Periheldistanz von 6,5 AE. Andernfalls könnten sie schon bei der Entstehung oder erst später aufgrund von gravitativen Störungen durch Alpha Centauri B aus ihrer ursprünglichen Umlaufbahn herausgerissen werden.
Um erdähnliche Planeten in der bewohnbaren Zone von sonnenähnlichen Sternen mit der Methode der Messung der Radialgeschwindigkeit nachzuweisen, sind sehr genaue Messungen in der Größenordnung von Zentimetern pro Sekunde notwendig. Dabei wird das „Wackeln“ (engl. wobbling) des Zentralsterns, verursacht durch die Schwerkraft von Planeten, gemessen. Alpha Centauri scheint für diese Messungen gut geeignet, da seine Aktivität (Schwingung des Sterns, Ausbrüche in der Chromosphäre) sehr klein ist. Es ist anzunehmen, dass einige Jahre lang Daten gesammelt werden müssen, um einen eventuellen Planeten nachzuweisen.

### Kandidat Alpha Centauri Ab

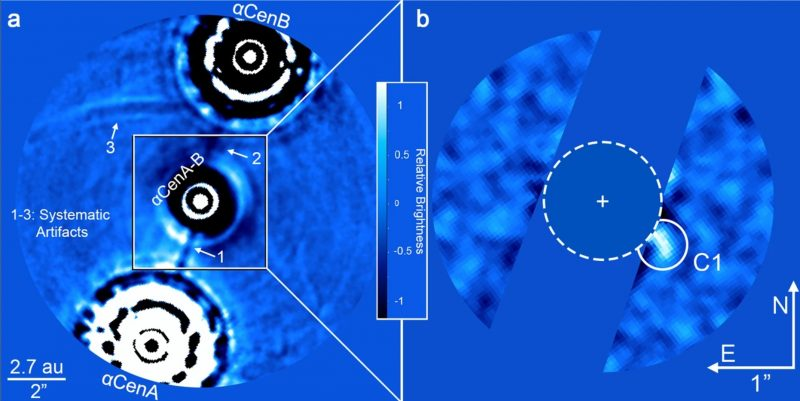
Entdeckungsbild des möglichen Planeten um Alpha Centauri A, hier rechts als C1 bezeichnet (2021).

Im Februar 2021 wurde in einer Nature-Communications-Arbeit ein Exoplaneten-Kandidat vorgestellt. Bei Alpha Centauri Ab (auch Candidate 1, kurz: C1) könnte es sich um einen Planeten handeln, welcher Alpha Centauri A in einer Entfernung von 1,1 AE umkreist, womit er sich auch innerhalb der habitablen Zone des Sterns befinden würde. Der Radius wäre im Falle einer Bestätigung wohl mit 3,3 bis 7 Erdradien deutlich größer als derjenige der Erde. Zum jetzigen Zeitpunkt handelt es sich beim Planeten jedoch nur um einen Kandidaten, da ein Artefakt nicht ausgeschlossen werden kann, wie die Studie betont. Der Kandidat wurde mit einer neuartigen Messtechnik am Very Large Telescope aufgespürt. Es handelt sich beim Verfahren um eine Variante der direkten Beobachtung, das speziell mit dem Ziel entwickelt wurde, kleinere Gesteinsplaneten um nahe Sterne entdecken und abbilden zu können. Der Hauptzweck der Studie war, die Möglichkeiten dieses neuen Verfahrens zu demonstrieren.

### Ehemaliger Kandidat Alpha Centauri Bb
Die Europäische Südsternwarte teilte am 16. Oktober 2012 die Entdeckung eines Alpha Centauri B begleitenden Planeten Alpha Centauri Bb mit.  Im Jahre 2015 erschien eine Untersuchung, welche bereits existente Zweifel an der Existenz des Planeten bestärkten, und im selben Jahr erkannte der Entdecker Xavier Dumusque an, dass das Signal des Planeten wohl falsch war.

## Bedingungen für Leben
Ausgehend von der Ähnlichkeit der beiden Sterne, was das Alter, den Sterntyp, den Spektraltyp und die Stabilität der Orbits betrifft, wird vermutet, dass dieses Sternensystem gute Voraussetzungen für außerirdisches Leben bieten könnte. Ein Planet um Alpha Centauri A müsste einen Abstand von etwa 1,2 bis 1,3 AE haben, um erdähnliche Temperaturen aufzuweisen. Dies würde, auf das Sonnensystem bezogen, ungefähr einer Umlaufbahn zwischen Erde und Mars entsprechen. Für den weniger hellen, kühleren Alpha Centauri B müsste diese Distanz etwa 0,73 bis 0,74 AE (etwa der Abstand von der Venus zur Sonne) betragen.

## Der Himmel über Alpha Centauri

### Sternenhimmel

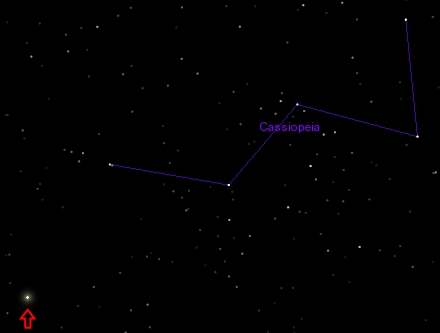
Die Sonne, von Alpha Centauri aus gesehen, in Celestia

Vom Alpha-Centauri-System aus gesehen präsentiert sich der Himmel einem Beobachter ähnlich wie von der Erde aus. Die meisten Sternbilder wie Ursa Major und Orion sehen beinahe unverändert aus. Im Sternbild Centaurus fehlt natürlich der hellste Stern. Dagegen erscheint die Sonne als 0,5 mag heller Stern im Sternbild Kassiopeia. Das \/\/ der Kassiopeia verwandelt sich in ein /\/\/, und die Sonne bildet anstelle von Segin (ε Cas) das neue östliche Ende der Konstellation. Die Sonne steht antipodal (in der Gegenrichtung) zu der von der Erde aus gesehenen Position von Alpha Centauri, also an den Koordinaten RA 02h 39m 35s und DE +60° 50′ 7″ ±5″.
Näher stehende helle Sterne wie Sirius, Altair und Prokyon sind in deutlich verschobenen Positionen zu erblicken. Sirius gehört nun zum Sternbild Orion und steht 2 Grad westlich von Beteigeuze, wobei er nicht die gleiche Helligkeit von −1,46 mag hat wie von der Erde aus gesehen, sondern nur −1,2 mag. Auch die etwas weiter entfernten Sterne Fomalhaut und Wega erscheinen etwas versetzt. Proxima Centauri ist trotz seines geringen Abstands von 13.500 AE (ein Viertel-Lichtjahr) nur ein unauffälliger Stern mit einer Helligkeit von 4,5 mag. Dies verdeutlicht, wie lichtschwach dieser Rote Zwerg ist.
Die nächsten größeren Nachbarsterne des Alpha-Centauri-Systems sind nach der Sonne (Distanz 4,34 Lj) mit einer Entfernung von 6,47 Lj Barnards Pfeilstern, mit 9,5 Lj Sirius und mit 9,7 Lj Epsilon Indi. Barnards Stern ist auch von der Sonne mit einem Abstand von 5,96 Lj der zweitnächste Stern.

### Die zwei Sonnen
Ein Beobachter auf einem hypothetischen Planeten um Alpha Centauri A oder B sieht den jeweils anderen Stern als ein sehr helles Objekt. Ein erdgroßer Planet, der in einem Abstand von 1,25 AE (dies entspricht etwa der Mitte zwischen Erd- und Marsumlaufbahn) Alpha Centauri A umkreist (und dabei rund 1,34 Jahre benötigen würde), empfängt von ihm etwa die Lichtmenge, die die Erde von der Sonne erhält. Alpha Centauri B erscheint je nach Position in seiner Umlaufbahn zwischen 5,7 und 8,6 mag „dunkler“ (−21 bis −18,2 mag). Das ist 190- bis 2700-mal lichtschwächer als Alpha Centauri A, aber immer noch etwa um den gleichen Faktor heller als der Vollmond.
Bei Alpha Centauri B müsste ein erdgroßer Planet in einem Abstand von 0,7 AE (entspricht einer Umrundungsdauer von etwas über 0,6 Jahren) den Stern umlaufen, um die gleiche Strahlenmenge wie die Erde von der Sonne zu erhalten. Alpha Centauri A strahlt dann je nach Position in der Umlaufbahn mit etwa 4,6 bis 7,3 mag (−22,1 bis −19,4 mag) schwächer als der Hauptstern. Das ist 70- bis 840-mal lichtschwächer als Alpha Centauri B, aber immer noch 520- bis 6300-mal heller als der Vollmond.
In beiden Fällen hat man bei der Beobachtung den Eindruck, als ob die „Zweitsonne“ im Laufe eines Planetenjahres den Himmel umkreist. Bei Annahme einer geringen Bahnneigung des Planetenorbits von Alpha Centauri A gegenüber Alpha Centauri B befinden sich die beiden Sterne im Laufe einer planetaren Umlaufzeit einmal eng beieinander und ein halbes „Jahr“ später ist der sekundäre Stern dann als Mitternachtssonne zu sehen. Nach einem weiteren halben „Jahr“ ist dieser Zyklus beendet und beide Sterne stehen – in unterschiedlicher Entfernung – wieder als Doppelstern gemeinsam am Himmel. Der Abstand beider Sterne verändert sich im Laufe ihres elliptischen Kreisens umeinander, d. h. innerhalb von 80 Jahren wandert der ferne Stern langsam weg (~36 AE) und kommt dann bis auf 11,5 AE wieder näher.
Für einen hypothetischen erdähnlichen Planeten um einen der beiden Sterne ist die zweite Sonne nicht hell genug, um das Klima signifikant zu beeinflussen – auch wenn er etwa so nahe kommen kann wie der Saturn der Sonne. Dennoch sorgt der weiter entfernte Stern dafür, dass er ein halbes Jahr den Nachthimmel so weit erhellt, dass er statt pechschwarz eher dunkelblau aussieht. Man könnte problemlos ohne zusätzliches Licht lesen.

## Namensgebung
„Alpha Centauri“ ist eine Bezeichnung nach der Bayer-Klassifikation. Alpha (α) ist der erste Buchstabe des griechischen Alphabets, und Centauri (der Genitiv zu lat. Centaurus, der Kentaur) zeigt die Zugehörigkeit zum Sternbild Zentaur an.
Der Eigenname Rigil Kentaurus (oft abgekürzt als Rigil Kent.), ältere Schreibweise Rigjl Kentaurus, ist von der arabischen Phrase Rijl Qantūris (oder Rijl al-Qantūris; رجل قنطورس, DMG riǧl qanṭūris) abgeleitet und bedeutet „Fuß des Kentauren“.
Der ebenfalls verwendete Name Toliman (auch falsch Tolimann) kommt entweder aus der arabischen (الظلمان, DMG aẓ-ẓulmān) oder der hebräischen Sprache. Auf Arabisch bedeutet er „Sträuße“ und auf Hebräisch so viel wie „das Vordem und das Hernach“ oder auch „Spross der Rebe“.
Der heutzutage nur noch selten verwendete Name Bungula wurde vermutlich von „β“ und von lat. ungula („Huf“) gebildet und bezeichnet ebenso wie Rigil das vordere Bein des Kentauren.
In der chinesischen Sprache wird Alpha Centauri Nánmén’èr (南門二), „Zweiter Stern des südlichen Tors“, genannt (wie erwähnt bilden Alpha und Beta Centauri gemeinsam die „südlichen Zeiger“ zum Sternbild Kreuz des Südens).
Meist wird der Doppelstern nach der Bayer-Bezeichnung Alpha Centauri genannt.
Laut der Nomenklatur der IAU wird der Name Rigil Kentaurus spezifisch für Alpha Centauri A und der Name Toliman spezifisch für Alpha Centauri B verwendet.

## Geschichte

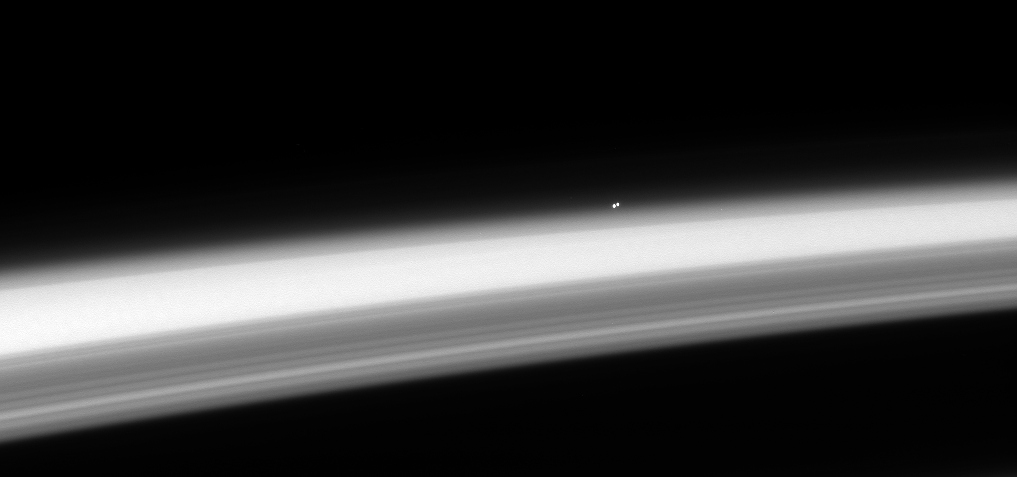
Alpha Centauri AB über dem Horizont des Saturns, aufgenommen von Cassini am 17. Mai 2008

Schon die alten Griechen kannten Alpha Centauri. Ptolemäus nahm ihn im 2. Jahrhundert n. Chr. in seinen Sternkatalog (Almagest) auf. Doch infolge der fortdauernden Präzession der Erdachse wanderte der Stern unter den europäischen Horizont und wurde schließlich vergessen.
Die Inka verwendeten in Kenko zwei zylindrisch geformte, dicht nebeneinanderstehende Steine, die etwa 20 Zentimeter emporragten und als Visiersteine bei der Sternbeobachtung, insbesondere der Plejaden und des Alpha Centauri, dienten.
Der Entdecker Amerigo Vespucci kartierte nach der ersten Hälfte seiner letzten Reise (1501 bis 1502) Alpha Centauri, Beta Centauri und das Sternbild Kreuz des Südens.
Die Entdeckung der Doppelsternnatur wird dem jesuitischen Priester Jean Richaud zugeschrieben, der dies im Dezember 1689 in Pondicherry (Indien) festgestellt haben soll, während er einen in der Nähe vorbeiziehenden Kometen mit einem Teleskop beobachtete.
Die scheinbare Eigenbewegung von Alpha Centauri wurde aufgrund der astrometrischen Beobachtungsdaten des französischen Astronomen Abbé de La Caille 1751 bis 1752 festgestellt.
Thomas James Henderson, ein schottischer Astronom, berechnete am Cape Observatory als Erster die Distanz zu Alpha Centauri. Er maß zwischen April 1832 und Mai 1833 die jährliche trigonometrische Parallaxe beider Sterne. Er stellte die hohe Eigenbewegung des Sterns fest und folgerte daraus, dass Alpha Centauri ein besonders naher Stern sein müsse. Nachdem er die Parallaxe von 1,16 ± 0,11 Bogensekunden gemessen hatte, kam er zum Ergebnis, dass Alpha Centauri etwas weniger als 1 Parsec (3,26 Lj) entfernt sei. Der Wert war 33,7 % zu niedrig, aber zu dieser Zeit schon relativ genau. Er publizierte die Ergebnisse aber noch nicht, weil er sie wegen der hohen Werte ernsthaft anzweifelte. Erst 1839, nachdem Friedrich Wilhelm Bessel 1838 seine eigenen präzisen Messungen der Parallaxe von 61 Cygni veröffentlicht hatte, publizierte er seine Resultate. Alpha Centauri ist daher offiziell der zweite Stern, dessen Abstand berechnet wurde.

Flagge von Südaustralien (1870)

1870 gab es die erste Flagge von Südaustralien. Sie enthielt das Kreuz des Südens, dabei dienten die zwei Sterne Alpha Centauri und Beta Centauri als Orientierungspunkte. Auch in der aktuellen Flagge Australiens ist das Kreuz des Südens noch enthalten.
1926 veröffentlichte William Stephen Finsen die Parameter der Bahnelemente von Alpha Centauri A und B. Die zukünftigen Positionen konnten nun in Ephemeriden (Tabellen, die Positionen von sich bewegenden astronomischen Objekten auflisten) berechnet werden. Andere Astronomen wie D. Pourbaix im Jahr 2002 haben die Umlaufbahn und die Bahnelemente nur wenig korrigiert. Die achtzigjährige Umlaufperiode für α Centauri AB ist daher ziemlich genau.

## Kultur
Da Alpha Centauri das der Sonne nächstgelegene Sternsystem ist, ist es oft Thema in der Science Fiction – wie beispielsweise im Film Avatar, im Roman Die drei Sonnen – oder in Videospielen wie beispielsweise Sid Meier’s Alpha Centauri, Civilization oder die Ego-Shooter-Reihe Killzone. Dabei spielen interstellare Reisen, die Erforschung durch den Menschen und die Entdeckung und Kolonisierung möglicher Planeten eine Rolle. Auch in der Netflix-Serie Lost in Space – Verschollen zwischen fremden Welten wird Alpha Centauri als Kolonie von ehemaligen Erdenbürgern in die Handlung eingebaut.
In alpha-Centauri, einer Sendereihe des Bayerischen Rundfunks, beantwortete in 15-minütigen Folgen Harald Lesch einzelne Fragen aus der Physik – insbesondere der Astronomie und Astrophysik – in populärwissenschaftlicher Form.